# Chlochilaicus
Chlochilaicus († zwischen 516 und 522) ist die latinisierte Namensform eines Kleinkönigs, der beim ersten historisch bezeugten Überfall nordgermanischer (dänischer oder schwedischer) Krieger in der Völkerwanderungszeit mit seiner Flotte in Gallien einfiel.

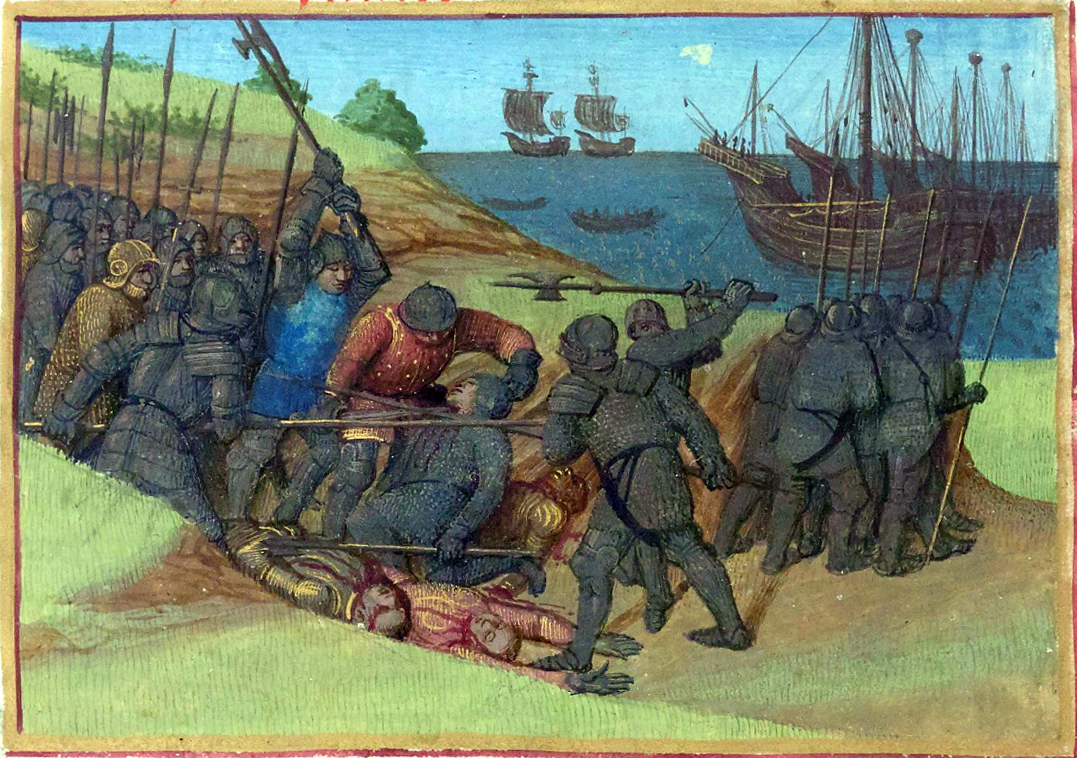
Kampf zwischen Dänen und Franken (Darstellung aus dem 15. Jahrhundert)

Gregor von Tours berichtet in seinem Geschichtswerk Decem libri historiarum (III, 3), der dänische König Chlochilaicus sei mit seiner Flotte in Gallien eingefallen. Dort habe er das Gebiet des austrasischen Frankenkönigs Theuderich I. überfallen und beraubt und viele Gefangene genommen. Als die Flotte zurückfahren wollte, habe sie aber auf die Flut warten müssen. In dieser Zeit habe Theuderichs Sohn Theudebert mit einem starken Heer und einer Flotte anrücken, den König töten und die Dänen im Seegefecht besiegen können und so die Beute zurückerhalten. Gregor datiert diese Begebenheit nicht genau, sie muss jedoch zwischen 516 und 522 stattgefunden haben. Auch der erheblich jüngere Liber Historiae Francorum (um 728) berichtet in teils identischem Wortlaut von diesem Nordmännereinfall. Eine Erwähnung im Liber Monstrorum („Buch der Wunderwesen“, 8. Jh.?) lässt jedoch erkennen, dass sich abseits der gelehrt-historiographischen Berichte im Volk über mehrere Generationen eine Sage erhielt, die auf die Begebenheit zurückgeht: Es existierten nämlich „Wunderwesen von erstaunlicher Körpergröße, wie etwa der König Hugilaicus, der über die Gauten (Getae) herrschte und von den Franken erschlagen wurde. Vom zwölften Lebensjahr an konnte kein Pferd ihn mehr tragen. Seine Knochen haben sich auf einer Insel in der Rheinmündung erhalten und werden Besuchern von weit her als ein Wunderzeichen gezeigt.“
Im altenglischen Heldenepos Beowulf wird ein König Hygelac (rekonstruiertes Urgermanisch: *Hugilaikaz) dem Volksstamm der Geaten (vgl. Gauten, Götaland und Goten) zugerechnet, der bei einem Überfall auf die Franken und Friesen (V. 1207, 1210) den Tod findet. Ob damit der Kleinkönig Chlochilaicus des Gregor von Tours gemeint ist, ist nicht völlig sicher. Die Gemeinsamkeiten der beiden Ereignisse wurden erstmals 1812 von Nikolai Frederik Severin Grundtvig (1783–1872) entdeckt.